# Дибба, Шериф Мустафа
Шериф Мустафа Дибба (10 января 1937, Саликене, округ Северный Берег, район Центральный Баддибу, протекторат Гамбия — 2 июня 2008, Банжул, Гамбия) — гамбийский политический деятель, вице-президент Гамбии (1970—1972).

## Биография
В 1960 г. избран депутатом Национального собрания.
В 1962—1966 гг. — министр по делам местного самоуправления и земельных ресурсов,
в 1966—1968 гг. — министр общественных работ и коммуникаций,
в 1968—1972 гг. министр финансов.
В 1970—1972 гг. — одновременно Вице-президент Гамбии.
В 1972—1974 гг. — Посол в Бельгии.
В 1974—1975 гг. — министр экономического планирования.
В 1975 г. уходит в отставку из-за разногласий с премьер-министром Дауда Кайраба Джавара.
В сентябре 1975 г. создает левоцентристскую Партию национального конвента (ПНК).
В 1981 г. арестован после попытки государственного переворота, который был подавлен сенегальскими войсками. Он был задержан на 11 месяцев по обвинению в государственной измене, но затем был оправдан и освобожден.
Неудачно баллотировался на президентских выборах 1977, 1982 и 2001 гг.
После поражения на президентских выборах 2001 г. переходит из ПНК в «Альянс за патриотическую переориентацию и созидание» (АППС).
В 2002—2006 гг. — спикер Национального собрания Гамбии.
В 2006 г. снят с должности по обвинению в участии в попытке государственного переворота 21 марта 2006 г., был задержан на две недели, но затем отпущен на свободу.